# Ellie White
Ellie White, née le 14 juin 1989 à Oxford, est une actrice et comédienne anglaise. Elle est principalement connue pour avoir joué la princesse Béatrice d'York dans une parodie de la famille royale britannique appelée The Windsors (2016-2020), et pour avoir joué Katia dans la sitcom Stath Lets Flats (2018-2021).
En 2022, Ellie co-écrit et joue dans l'émission humoristique de la BBC Ellie & Natasia, aux côtés de sa partenaire humoriste Natasia Demetriou. L'émission a remporté en 2022 le prix du meilleur sketch télévisé aux Comedy.co.uk Awards.

## Biographie

### Jeunesse
Ellie White est originaire d'Oxford. Son père, Jim White, est journaliste. Elle a fréquenté l'Université de Bristol, et a été membre des Bristol Revunions. Elle obtient son diplôme en 2010.

### Carrière
La carrière de White débute en 2013 ; elle commence en tant qu'humoriste au Festival Fringe d'Édimbourg. Après ce festival, White fait sa première apparition à la télévision dans la série télévisée Jamie Demetriou 's Comedy Blaps de Channel 4, et dans Live at the Electric de BBC Three, ainsi que dans Fresh From the Fringe de BBC Radio 4,. En 2015, White décroche un rôle régulier dans la saison 2 de House of Fools.
En 2019, White s'associe à Natasia Demetriou, sa partenaire humoriste de longue date pour réaliser des  saynettes comiques pour leur émission Ellie & Natasia pour la BBC, qui a été largement acclamée par la critique. Depuis 2016, White a incarné sur trois saisons le personnage de la princesse Béatrice d'York dans la comédie parodique The Windsors, aux côtés de l'actrice Celeste Dring, qui y joue la princesse Eugénie,.
En 2020, White joue Cathy, le rôle principal dans la série comique produite par la BBC The Other One. La même année, elle joue aux côtés de Lee Mack dans la sitcom produite par la BBC Semi-Detached,.
En 2021, White prête sa voix à la Radio dans la série  télévisée de Sky One, Bloods, dont l'histoire porte sur deux ambulanciers. En 2022, elle apparaît aussi dans The Dumping Ground, We Are Not Alone et The Witchfinder.

## Filmographie

### Courts métrages
- 2014 : Intervention : Sarah
- 2016 : Poubelle : Honey (voix)
- 2018 : Plancton : Lois (voix)
- 2019 : Luger : Helen
- 2019 : Anima : danseuse

### Longs métrages
- 2022 : Nous ne sommes pas seuls : Sredstev
- 2023 : Wonka : Gwennie, la maîtresse des clés